# Arno Poebel
Arno Poebel (* 26. Januar 1881 in Eisenach (Großherzogtum Sachsen-Weimar); † 3. März 1958 in Chicago) war ein deutsch-US-amerikanischer Altorientalist mit dem Spezialgebiet Sumerologie, als deren Begründer er gilt.

## Leben und Wirken
Poebel wuchs in einem evangelisch geprägten Elternhaus auf. Nach dem Abitur im März 1900 am Carl-Friedrich-Gymnasium in Eisenach studierte Arno Poebel zwischen 1900 und 1904 an den Universitäten Heidelberg, Marburg, Zürich und Jena Theologie und Klassische Philologie. Ein Stipendium ermöglichte ihm 1905/06 einen Aufenthalt am University of Pennsylvania Museum of Archaeology and Anthropology in Philadelphia, um dort unter anderem Assyrisch (Akkadisch) zu studieren. Dort bearbeitete er erstmals Rechtsurkunden in der nur wenige Jahre zuvor entzifferten sumerischen Sprache. In Philadelphia erfolgte 1906 auch die Promotion, die auf diesen Arbeiten basierte. Im Jahre 1907 trat er wissenschaftliche Reise nach Konstantinopel an. Von 1911 bis 1913 lehrte der Schüler von Friedrich Delitzsch an der Johns Hopkins University in Baltimore und bearbeitete von 1912 bis 1914 weitere sumerische Keilschrifttexte des University of Pennsylvania Museum.
Im Jahr war 1910 Poebel nach Deutschland zurückgekehrt und habilitierte sich an der Universität Breslau mit dem Thema „Die sumerischen Personennamen zur Zeit der Dynastie von Larsam und der ersten Dynastie von Babylon“. Ursprünglich sollte Poebel, durch die Förderung von Hermann Volrath Hilprecht seine Habilitation um das Jahr 1907, in Jena schreiben. In seiner Funktion als Privatdozent an der Universität in Breslau wurde er von 1911 bis 1914 beurlaubt: In diesem Zeitraum lehrte er an der Johns Hopkins University in Baltimore und forschte gleichzeitig am Museum der Universität von Pennsylvania. Während des Ersten Weltkrieges war er von 1915 bis 1917 im Kriegseinsatz, wo er u. a. in einem Heeresdolmetscher-Verband, beim Kommandeur der Heeresfliegertruppe F, für Arabisch und Türkisch im Vorderen Orient diente. Dann zum Kriegsende bis April des Jahres 1919 war er in der Türkei interniert worden.
1919 wurde Poebel als außerordentlicher Professor an die Universität Rostock berufen, wo er 1925 ordentlicher Professor wurde. Im Jahre 1923 heiratete er Friederike Martienssen (1885–1971), das Paar hatte eine Tochter Iolaruth R. Poebel (1916–2005) und einen Sohn Rudolf Poebel (1925–2012).
In Rostock der zwanziger Jahre des 19. Jahrhunderts war seine ökonomische Situation außerordentlich prekär, da er an der dortigen Universität nur korporationsrechtliche Professur innehatte, für die er selbstverständlich keine Bezüge erhielt. Sein von der Fakultät unterstützten Anträge auf eine adäquate Entlohnung blieben unerhört. Eine Gegebenheit die zeigt, dass seine Tätigkeiten in den Vereinigten Staaten von Amerika auch durchaus materielle Gründe hatten. Zum  1. Mai 1933 wurde dann seine Beurlaubung von der Universität Rostock nicht mehr gewährt und Poebel zur Rückkehr aufgefordert.  Er verweigerte diese und blieb in Chicago zunächst als englisch Research Associate ‚wissenschaftlicher Mitarbeiter‘. In der Folge wurde seine universitäre Tätigkeit in eine reguläre Professur für Assyriologie und Sumerologie am Oriental Institute der University of Chicago umgewandelt. Im Jahre 1946 wurde er dort emeritiert. Dennoch behielt Poebel Kontakt zu der deutschen universitären Forschung, so führte er etwa im Jahre 1935 eine Forschungsreise nach Berlin durch. Von 1933 bis 1946 gab Poebel als Nachfolger von Edward Chiera (1885–1933) das Chicago Assyrian Dictionary heraus. 1946 erfolgte seine Emeritierung.
Nach der Machtergreifung der Nationalsozialisten hatte Poebel möglicherweise gewisse Schwierigkeiten sich von der antisemitischen Propaganda zu distanzieren.
Poebel verstand sich besonders auf das Kopieren von Keilschrifttexten, insbesondere seine Bearbeitungen der Tontafeln des University of Pennsylvania Museum in den Jahren 1912 bis 1914 gelten aufgrund ihrer Exaktheit als herausragende Arbeit. Er rekonstruierte maßgeblich die Frühgeschichte Mesopotamiens mit. Als sein Hauptwerk gelten die 1923 publizierten Grundzüge der sumerischen Grammatik, durch die er zum Begründer der Sumerologie wurde. Die Grammatik wurde noch 2005 ins Englische übersetzt und gilt ebenso wie Poebels Studien zur historischen Phonologie bis heute als grundlegend. Er beschäftigte sich mit den sprachlichen Eigenheiten und der Idiomatik des Sumerischen. Vor allem wegen seiner Eigenschaft als Herausgeber des Chicago Assyrian Dictionary befasste Poebel sich auch mit der Grammatik und Phraseologie des Akkadischen. Zu seinen Schülern gehören Samuel Noah Kramer und Thorkild Jacobsen, durch die er auch über seinen Tod hinaus das Fach Sumerologie weiter mitprägte.

## Publikationen (Auswahl)
- Die sumerischen Personennamen zur Zeit der Dynastie von Larsam und der ersten Dynastie von Babylon. Habilitationsschrift, Universität Breslau, Breslau 1910, auch archive.org
- Babylonian Legal and Business Documents. Philadelphia 1909 (Digitalisat).
- Sumerische Studien. Hinrichs, Leipzig 1921.
- Grundzüge der sumerischen Grammatik. A. Poebel, Rostock 1923.
- Sumerische Untersuchungen. De Gruyter, Berlin 1927–1929.